# Cultura Germaniei
Cultura Germaniei a fost modelată de marile curente intelectuale și populare din Europa, atât religioase, cât și laice. În trecut, Germania a fost numită Das Land der Dichter und Denker (țara poeților și gânditorilor). Cultura germană își are originea în cultura triburilor germanice, iar cea mai veche dovadă a culturii germanice o reprezintă cultura Jastorf din nordul Germaniei și Danemarca. Contactul cu triburile germanice a fost descris de diverși autori antici greci și romani. Prima scriere aprofundată despre cultura germanică este lucrarea istorico-etnografică Germania (din jurul anului 98) a istoricului roman Publius Cornelius Tacitus, care datează din perioada imperială romană.

## Istorie
Cultura germană a reprezentat o cultură de vârf a Europei timp de mii de ani. Germania a fost centrul mai multor fenomene cultural-istorice importante precum Migrația popoarelor, Imperiul Carolingian, Sfântul Imperiu Roman, Renașterile Medievale, Scolastica, Liga Hanseatică, Renașterea Germană, Revoluția Tiparului, Reforma Protestantă, Prusia, Romantismul, Imperiul German, Republica de la Weimar și național-socialismul.
Există mai multe sărbători publice legale în Germania. Țara este cunoscută în special pentru serbarea populară Oktoberfest organizată la München, pentru cultura carnavalului și pentru tradițiile de Crăciun influente pe plan mondial, cunoscute sub numele de Weihnachten. Ziua națională a Germaniei este 3 octombrie și se sărbătorește începând din 1990 ca Ziua Unității Germane (Tag der Deutschen Einheit). UNESCO a înscris 46 de locuri din Germania pe Lista Patrimoniului Mondial. Un sondaj de opinie global organizat pentru BBC a evidențiat că Germania este recunoscută ca țara cu cea mai pozitivă influență în lume în anii 2011, 2013 și 2014.

## Limba
Limba germană este limba oficială și predominant vorbită în Germania. Ea este una dintre cele 23 de limbi oficiale ale Uniunii Europene și una dintre cele trei limbi de lucru ale Comisiei Europene, împreună cu engleza și franceza. Limbile minoritare native recunoscute în Germania sunt daneza, soraba, frizona nordică și frizona orientală, în timp ce germana de jos este recunoscută ca limbă regională. Aceste limbi sunt protejate oficial de Carta Europeană a Limbilor Regionale sau Minoritare. Cele mai folosite limbi ale imigrantilor sunt turca, kurda, poloneza, limbile balcanice și rusa.
Germana standard este o limbă germanică de vest și este strâns înrudită cu engleza, neerlandeza și limbile frizone. Într-o măsură mai mică, ea este înrudită, de asemenea, cu limbile germanice de est (dispărute) și de nord (scandinave). Majoritatea vocabularului german derivă din ramura germanică a familiei limbilor indo-europene. Minorități semnificative de cuvinte au origini latine și grecești, în timp ce o cantitate mai mică de cuvinete provin din limba franceză și mai recent din limba engleză (cu o formă intermediară cunoscută sub numele de Denglisch⁠(d)). Limba germană este scrisă în alfabetul latin. Pe lângă cele 26 de litere standard, germana are trei vocale cu Umlaut, și anume ä, ö și ü, precum și Eszett sau scharfes S (s ascuțit) care se scrie „ß”. Ortografia germană a trecut printr-o serie de reforme, cea mai recentă având loc în anul 1996.
Dialectele germane se deosebesc de varietățile limbii germane standard. Ele sunt varietăți locale tradiționale cu o origine ce poate fi urmărită până la diferitele triburi germane. Multe dintre ele nu sunt ușor de înțeles pentru un vorbitor al limbii germane standard, deoarece diferă adesea în ceea ce privește lexicul, fonologia și sintaxa.
În întreaga lume, limba germană are aproximativ 100 de milioane de vorbitori nativi și, de asemenea, aproximativ 80 de milioane de vorbitori non-nativi. Germana este limba principală a aproximativ 90 de milioane de persoane (18%) care locuiesc în Uniunea Europeană. 67% dintre cetățenii germani susțin că pot comunica în cel puțin o limbă străină, iar 27% în cel puțin două limbi, altele decât limba maternă.
În diaspora germană, aspectele culturii germane sunt transmise generațiilor mai tinere prin numele tradiționale și prin folosirea limbii germane scrise și vorbite. Institutul Goethe are misiunea de răspândire a cunoștințelor despre cultura germană în întreaga lume. Un număr total de 15,5 milioane de persoane învață în prezent germana ca a doua limbă.

## Literatura
Originea literaturii germane poate fi urmărită încă din Evul Mediu, cei mai importanți autori ai acelei perioade fiind Walther von der Vogelweide și Wolfram von Eschenbach. Cântecul Nibelungilor (Nibelungenlied), al cărui autor rămâne necunoscut, este, de asemenea, o creație literară importantă a epocii, la fel ca Thidrekssaga⁠(d). Colecțiile de basme adunate și publicate de Jacob și Wilhelm Grimm în secolul al XIX-lea au devenit celebre în întreaga lume.
Teologul Martin Luther, care a tradus Biblia în limba germană, este cunoscut în întreaha lume pentru că a pus bazele limbii „germane standard” moderne.
Printre cei mai admirați filozofi și scriitori germani se numără Gotthold Ephraim Lessing, Johann Wolfgang von Goethe, Friedrich Schiller, Heinrich von Kleist, E.T.A. Hoffmann, Bertolt Brecht, Heinrich Heine și Arno Schmidt⁠(d). Nouă scriitori germani au câștigat Premiul Nobel pentru literatură: Theodor Mommsen, Paul von Heyse, Gerhart Hauptmann, Thomas Mann, Nelly Sachs, Hermann Hesse, Heinrich Böll, Günter Grass și Herta Müller.
| Johann Wolfgang von Goethe (1749–1832) | Friedrich Schiller (1759–1805) | Frații Grimm (1785–1863) | Thomas Mann (1875–1955) | Hermann Hesse (1877–1962) |
| -------------------------------------- | ------------------------------ | ------------------------ | ----------------------- | ------------------------- |
|                                        |                                |                          |                         |                           |

## Muzica

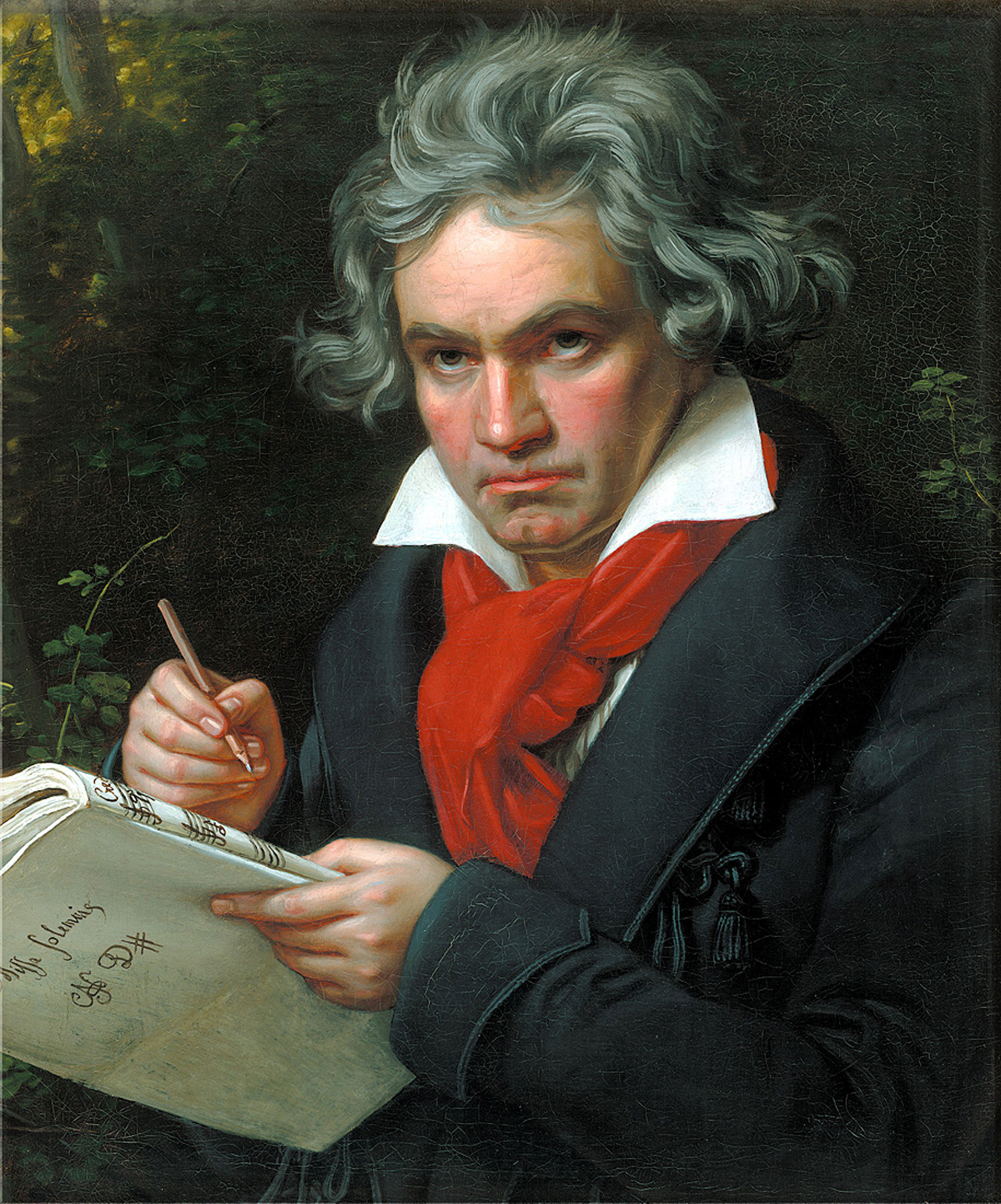
Ludwig van Beethoven a fost un pianist și compozitor german influent.

În domeniul muzicii, Germania este țara de origine a unora dintre cei mai renumiți compozitori clasici ai lumii, printre care Johann Sebastian Bach și Ludwig van Beethoven, care au marcat tranziția dintre epoca clasică și cea romantică în muzica clasică occidentală. Compozitorii germani au compus, de asemenea, numeroase imnuri și corale și luterane.
Alți compozitori de tradiție austro-germană care au dobândit o faimă internațională sunt Wolfgang Amadeus Mozart, Johannes Brahms, Richard Wagner, Joseph Haydn, Johann Pachelbel, Franz Schubert, Georg Friedrich Händel, Robert Schumann, Felix Mendelssohn Bartholdy, Johann Strauss fiul, Anton Bruckner, Gustav Mahler, Georg Philipp Telemann, Richard Strauss, Arnold Schoenberg, Carl Orff și, cel mai recent, Hans Werner Henze⁠(d), Helmut Lachenmann⁠(d) și Karlheinz Stockhausen.
Germania este cea mai mare piață muzicală din Europa și a treia ca mărime din lume. Ea a exercitat o influență puternică asupra muzicii rock și heavy metal. Artiști și formații precum Herbert Grönemeyer⁠(d), Scorpions, Blind Guardian, Rammstein, Nena⁠(d), Unheilig, Xavier Naidoo, Tokio Hotel și Modern Talking au dobândit o faimă internațională.
Muzicienii germani au contribuit în mare măsură la dezvoltarea muzicii electronice: synthpop, Electronic body music⁠(d), trance și hardcore. Trupa Krautrock Kraftwerk este considerată a fi pioniera muzicii synth-pop, electro, techno, și house. Cântecul „Love on a Real Train” al trupei Tangerine Dream a avut o influență majoră asupra dezvoltării genului Synthwave⁠(d).
Muzica germană populară a secolelor al XX-lea și al XXI-lea include mișcările Neue Deutsche Welle (Nena⁠(d), Alphaville), Ostrock (City, Keimzeit), Metal/Rock, Punk (Nina Hagen, Böhse Onkelz, Die Ärzte, Die Toten Hosen), Pop rock (Beatsteaks), Indie (Tocotronic, Blumfeld) și Hip Hop (Die Fantastischen Vier, Deichkind). Un trendsetter global este scena muzicală germană Minimal și Techno (de ex. Ricardo Villalobos, Paul Kalkbrenner și Sven Vath).
Germania găzduiește mai multe festivaluri de muzică rock în fiecare an. Festivalul Rock am Ring este cel mai mare festival de muzică din Germania și unul dintre cele mai mari din lume. Artiștii germani formează, de asemenea, un mare procent din membrii trupelor de muzică industrială, care au format subgenul cunoscut ca Neue Deutsche Härte. Aici au loc unele dintre cele mai mari concerte și festivaluri ale subculturii goth din întreaga lume, printre care Wave-Gotik-Treffen⁠(d) și M'era Luna Festival⁠(d) care atrag până la 30.000 de persoane. În plus, țara găzduiește Wacken Open Air⁠(d), cel mai mare festival de heavy metal în aer liber din lume.
Începând de prin 1970, Germania a avut din nou o cultură populară înfloritoare, coordonată acum din ce în ce mai mult din capitala sa restabilită, Berlin, și o scenă artistică și muzicală tot mai valoroasă. Germania este, de asemenea, bine cunoscută pentru teatrele sale de operă numeroase și renumite, precum Semperoper⁠(d), Komische Oper Berlin⁠(d) și Teatrul de Stat din München. Richard Wagner a fondat Bayreuth Festspielhaus.
Unul dintre cei mai cunoscuți compozitori germani de muzică de film este Hans Zimmer. Anul 2020 a fost desemnat „Anul Beethoven” pentru a marca 250 de ani de la nașterea compozitorului.

## Cinematografia
Cinematografia germană datează de la sfârșitul secolului al XIX-lea (din primii ani ai acestei arte), când au fost difuzate primele înregistrări artistice documentare ale inventatorului și operatorului Max Skladanowsky⁠(d). Ea a fost deosebit de influentă în perioada de existență a Republicii de la Weimar datorită creațiilor unor artiști expresioniști germani precum Robert Wiene⁠(d) și Friedrich Wilhelm Murnau. Regizorul austriac Fritz Lang, care a devenit cetățean german în 1926 și a cărui carieră a înflorit în perioada interbelică, a avut, potrivit unor istorici, o influență majoră asupra cinematografiei de la Hollywood. Filmul său mut Metropolis (1927) este considerat primul film științifico-fantastic modern. Studioul de Film Babelsberg, fondat în 1912, este cel mai vechi studio de film major din întreaga lume.
În 1930, Josef von Sternberg a regizat Îngerul albastru, care a fost primul film sonor german important și i-a adus actriței Marlene Dietrich o faimă mondială. Documentarul impresionist Berlin: Die Sinfonie der Großstadt (1927), regizat de Walter Ruttmann⁠(d), este un exemplu proeminent al subgenului cinematografic „simfonie urbană”. Epoca nazistă a produs în mare parte filme de propagandă, deși creațiile cinematografice ale lui Leni Riefenstahl au introdus totuși o nouă estetică în arta filmului.

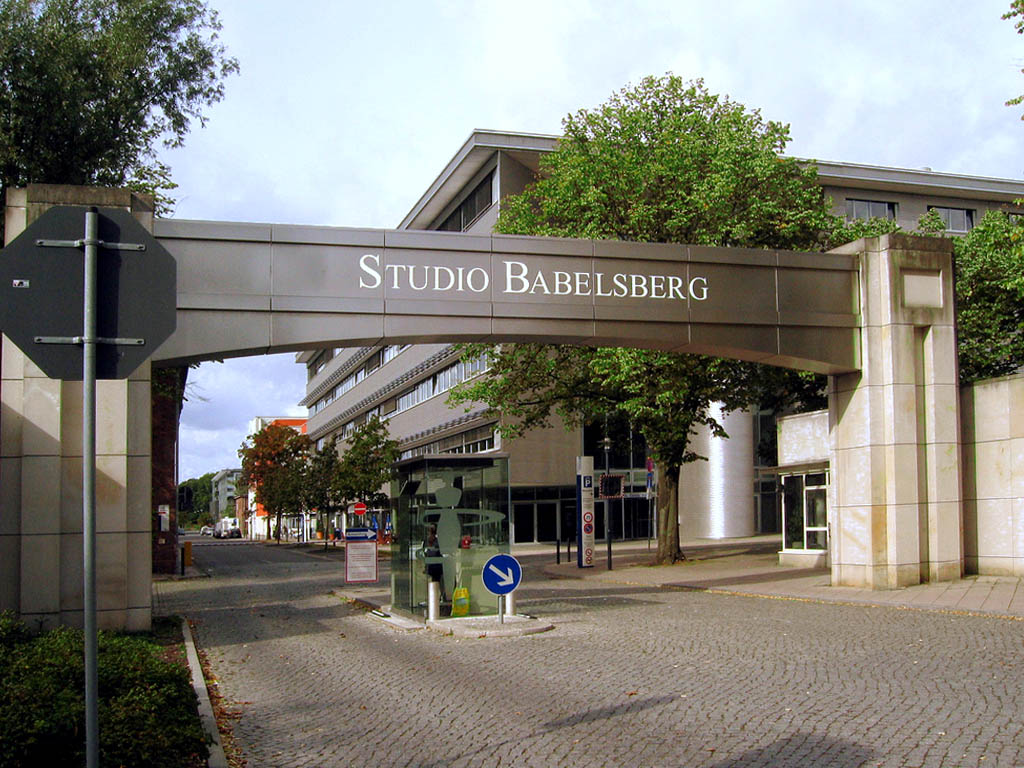
Studioul Babelsberg de lângă Berlin este unul dintre cele mai întinse platouri de filmare din Europa.

În anii 1970 și 1980 regizorii mișcării Noul Film German ca Volker Schlöndorff, Werner Herzog, Wim Wenders și Rainer Werner Fassbinder⁠(d) au readus cinematografia vest-germană pe scena internațională prin filmele lor adesea provocatoare.
Mai recent, filme precum Good Bye Lenin! (2003), Gegen die Wand (Cu capul înainte) (2004), Der Untergang (Ultimele zile ale lui Hitler) (2004) și Der Baader Meinhof Komplex (2008) s-au bucurat de succes internațional.
Trei filme germane au obținut până în prezent Premiul Oscar pentru cel mai bun film străin: Die Blechtrommel (Toba de tinichea) în 1979, Nirgendwo in Afrika (Nicăieri în Africa) în 2002 și Das Leben der Anderen (Viețile altora) în 2007. Printre cei mai cunoscuți actori germani se numără Marlene Dietrich, Klaus Kinski, Hanna Schygulla, Armin Mueller-Stahl, Jürgen Prochnow⁠(d), Thomas Kretschmann, Til Schweiger⁠(d) și Daniel Brühl.
Festivalul de Film de la Berlin, organizat anual din 1951, este unul dintre cele mai importante festivaluri de film din lume. Juriul internațional al festivalului pune accent pe reprezentarea filmelor din întreaga lume și oferă câștigătorilor premiile Ursul de Aur și Ursul de Argint. Ceremonia anuală a Premiilor Filmului European are loc o dată la doi ani în orașul Berlin, unde se reunesc membrii Academiei Europene de Film (EFA). Studiourile Babelsberg din Potsdam sunt cele mai vechi și unele dintre care mai întinse studiouri de film din întreaga lume și un centru de producție internațională de film.

## Arta
Arta germană are o tradiție lungă și valoroasă, de la cea mai veche lucrare de artă figurativă cunoscută până la producția actuală de artă contemporană.
Printre pictori importanți din perioada Renașterii germane se numără Albrecht Altdorfer, Lucas Cranach cel Bătrân, Matthias Grünewald, Hans Holbein cel Tânăr și binecunoscutul Albrecht Dürer. Cel mai importanr artist baroc din Germania este Cosmas Damian Asam⁠(d) . Alți artiști germani cunoscuți sunt pictorul Anselm Kiefer, romanticul Caspar David Friedrich, suprarealistul Max Ernst, conceptualistul Joseph Beuys⁠(d), Wolf Vostell sau neoexpresionistul Georg Baselitz.
În societatea modernă, arta contemporană este un aspect important al culturii. Această comunitate mare atrage oameni din întreaga lume. Există aproximativ 500 de galerii în Germania care se adresează acestei forme moderne de artă. Art Cologne⁠(d) este un târg popular care prezintă lucrări de artă contemporană.

## Religia

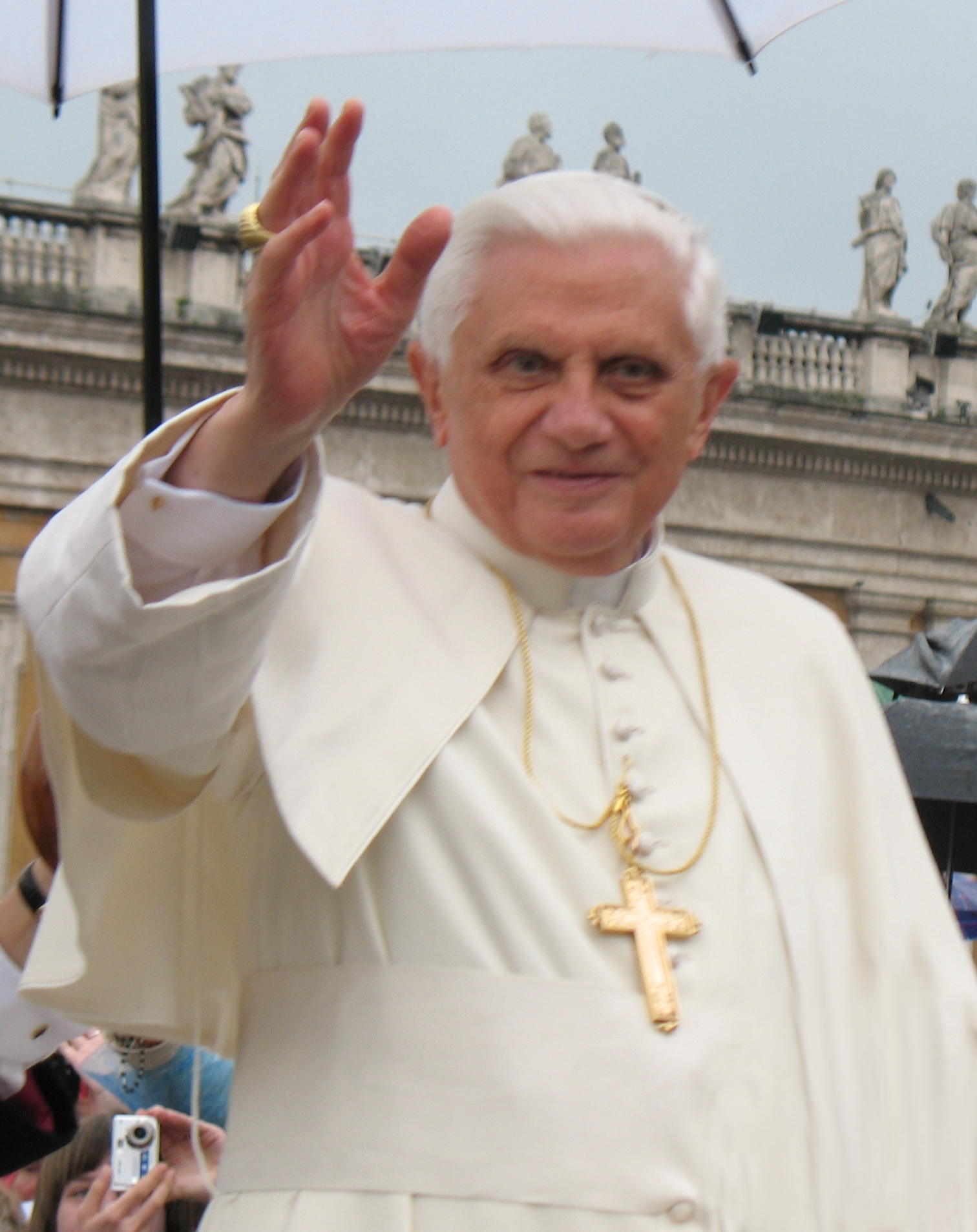
Benedict al XVI-lea

59,4% din populația Germaniei aparține confesiunilor creștine: 30% sunt romano-catolici, iar 29% fac parte din cultele protestante (numărul credincioșilor este sunt cunoscut cu exactitate deoarece Germania impune o taxă bisericească celor care divulgă o apartenență religioasă).

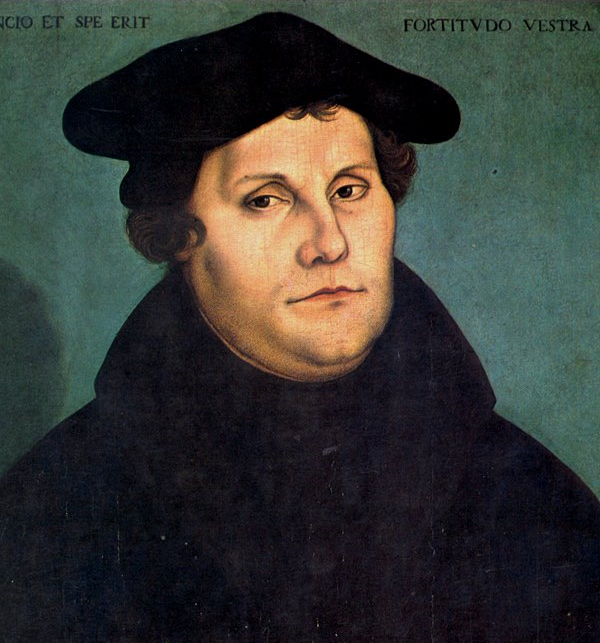
Portretul lui Martin Luther

Regiunile nordice și estice sunt predominant protestante, în timp ce regiunile sudice și vestice sunt predominant catolice. În prezent există o majoritate nereligioasă în orașul land Hamburg și în fostele landuri est-germane. Germania a făcut parte aproape în întregime, la un moment dat, din Sfântul Imperiu Roman romano-catolic, dar a fost, de asemenea, locul de proveniență al reformatorilor protestanți precum Martin Luther. În timpul Kulturkampf (din 1872 până în 1886) guvernul german a elaborat o politică îndreptată împotriva Bisericii Catolice.
În trecutul istoric, Germania a avut o populație evreiască substanțială. Doar câteva mii de persoane de origine evreiască au mai rămas în Germania după Holocaust, dar comunitatea evreiască germană are acum aproximativ 100.000 de membri, mulți proveniți din fosta Uniune Sovietică. Germania are, de asemenea, o minoritate musulmană semnificativă, cu origine predominantă din Turcia.
Printre teologii germani se numără Luther, Melanchthon, Schleiermacher, Feuerbach și Rudolf Otto⁠(d). Germania a fost, de asemenea, țara de proveniență a mai multor mistici, precum Meister Eckhart, Rudolf Steiner și Jakob Boehme, dar și a papei Benedict al XVI-lea.

## Știința

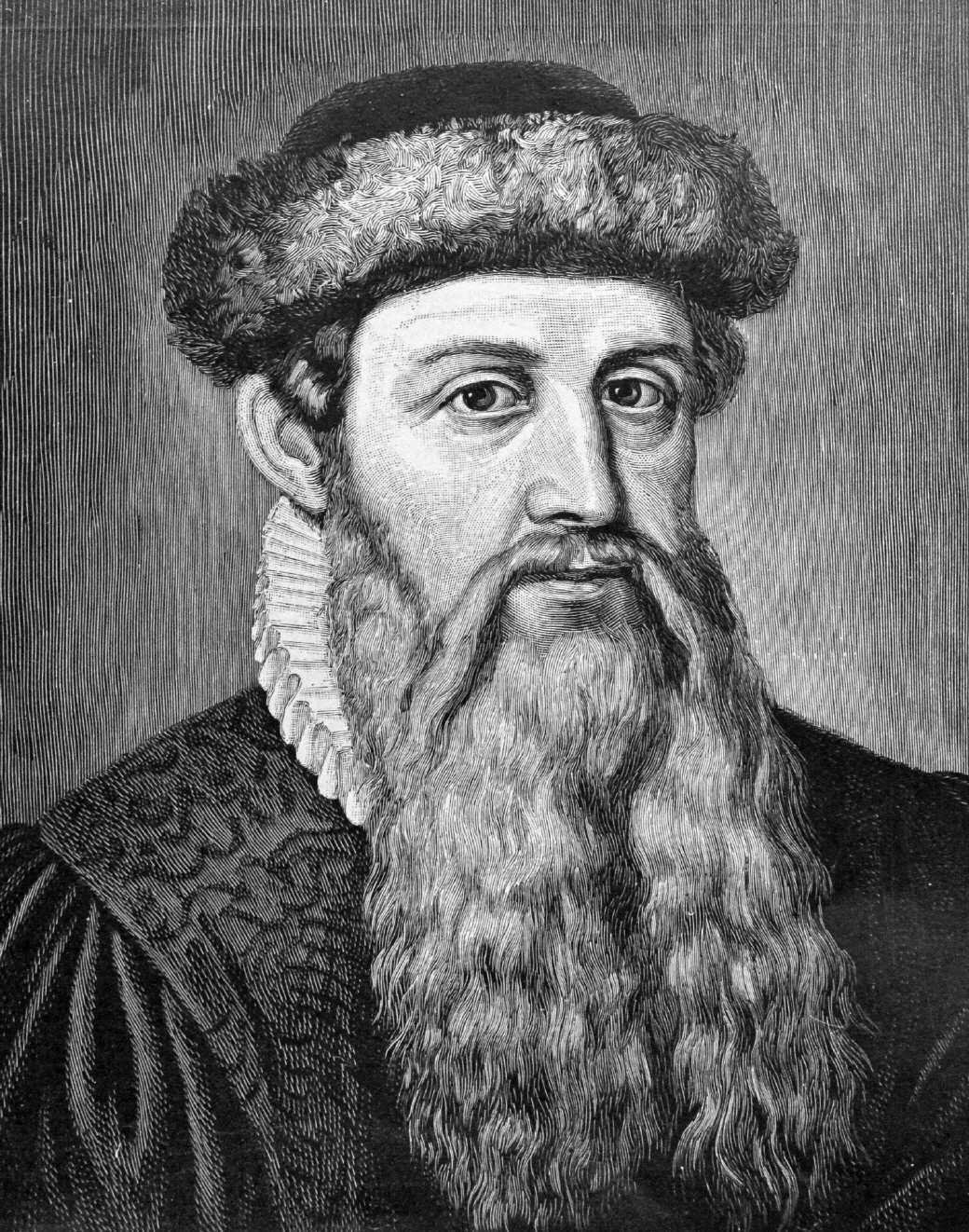
Numele lui Johannes Gutenberg este asociat cu Revoluția tiparului.

Germania a fost locul în care au trăit mai mulți inventatori și ingineri celebri ca Johannes Gutenberg, care este considerat inventatorul sistemului de tipărire cu caractere mobile din Europa, Hans Geiger, creatorul contorului Geiger, și Konrad Zuse, care a construit primul computer. Inventatorii, inginerii și industriași germani precum Zeppelin, Daimler, Diesel, Otto, Wankel, von Braun și Benz au avut contribuții importante în realizarea tehnologiei moderne de construire a automobilelor și a tehnologiei de transport aerian, inclusiv începuturile călătoriilor în spațiu.
Lucrările științifice ale lui Albert Einstein și Max Planck au pus bazele fizicii moderne, pe care Werner Heisenberg și Erwin Schrödinger au dezvoltat-o ulterior. Ei au fost precedați, printre alții, de fizicieni renumiți precum Hermann von Helmholtz, Joseph von Fraunhofer și Gabriel Daniel Fahrenheit. Wilhelm Conrad Röntgen a descoperit razele X, o realizare care i-a adus primul premiu Nobel pentru fizică în 1901. Templul Walhalla pentru „germanii remarcabili și vrednici de laudă” onorează un număr mare de oameni de știință și este situat la est de Regensburg, în landul Bavaria.
Germania găzduiește unele dintre cele mai bune centre academice din Europa. Printre universitățile germane celebre sunt cele din München și Berlin, Universitatea din Tübingen, Universitatea Georg-August din Göttingen, Universitatea din Marburg, Universitatea Humboldt din Berlin, Academia de Minerit din Freiberg și Universitatea din Freiburg. În plus, Universitatea Ruprecht-Karl din Heidelberg este una dintre cele mai vechi universități din Europa.

## Modă și design

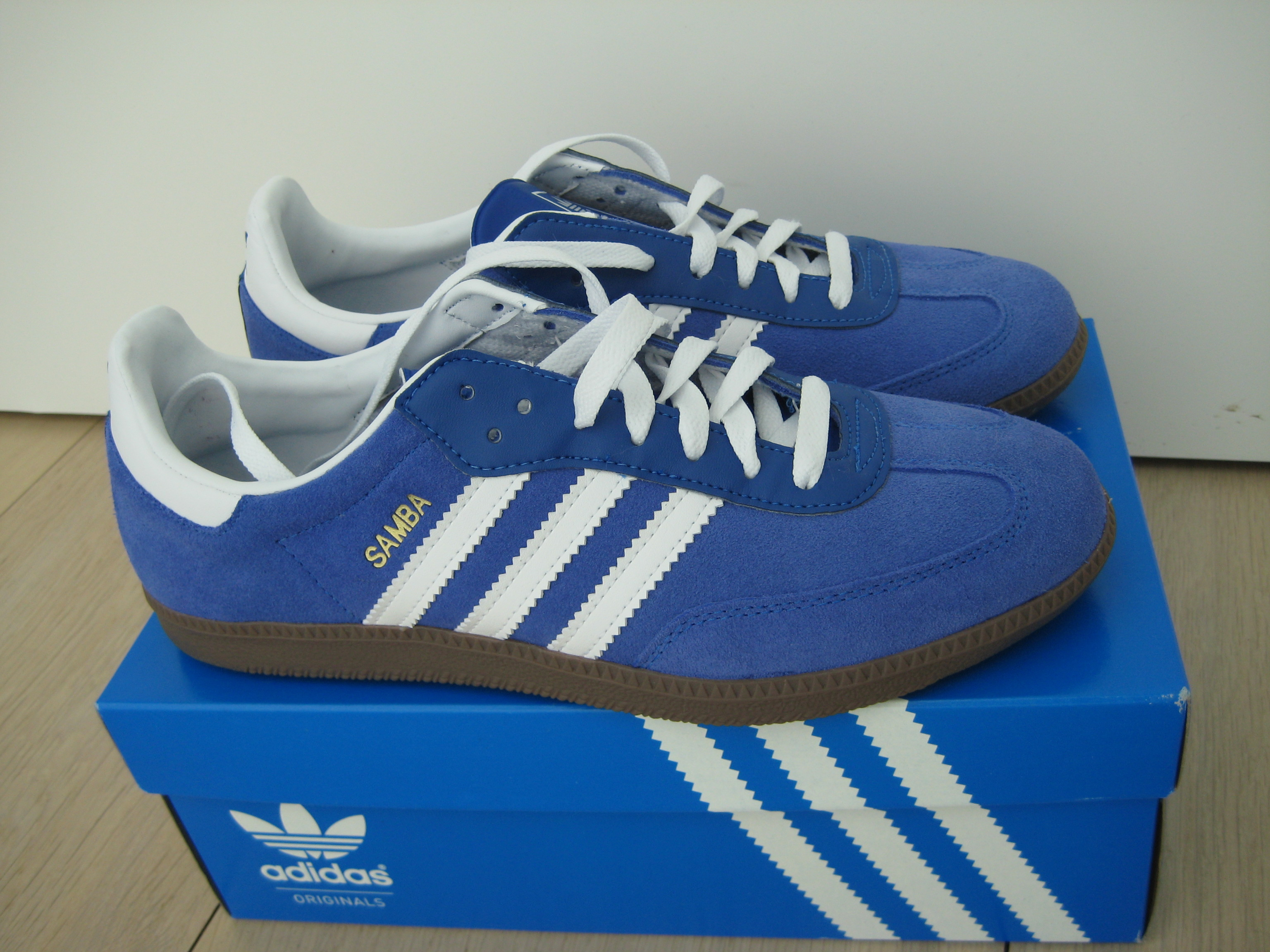
Pantofi Adidas

Designerii germani au fost lideri ai designului modern de produse, iar designerii mișcării artistice Bauhaus Mies van der Rohe și Dieter Rams⁠(d) (de la compania Braun) au avut un rol esențial.
Germania este o țară de mare importanță în industria modei. Industria textilă germană era formată în anul 2010 din aproximativ 1.300 de companii cu peste 130.000 de angajați, care au generat un venit de 28 de miliarde de euro. Producția germană se adresează atât pieței interne (56%), cât și pieței străine (aprox. 44%). Industria textilă este astfel al doilea mare producător de bunuri de larg consum din țară, după industria alimentară. Berlinul este centrul modei tinere și creative din Germania, prezentată de două ori pe an la Săptămâna Modei de la Berlin, un eveniment de prim rang pe plan european. De asemenea, găzduiește cel mai mare târg de modă din Europa, numit Bread &amp; Butter.
München, Hamburg și Düsseldorf reprezintă, de asemenea, centre importante de design și producție în industria modei din Germania. Cei mai renumiți creatori de modă renumiți din Germania sunt Karl Lagerfeld, Jil Sander⁠(d), Wolfgang Joop⁠(d), Philipp Plein⁠(d) și Michael Michalsky⁠(d). Printre cele mai importante mărci germane de vestimentație se numără Hugo Boss, Escada și Triumph⁠(d), iar printre cele mai importante mărci germane de încălțăminte sunt Adidas, PUMA și Jack Wolfskin. Supermodelele germane Claudia Schiffer, Heidi Klum, Tatjana Patitz și Nadja Auermann au dobândit o faimă globală.

## Sport

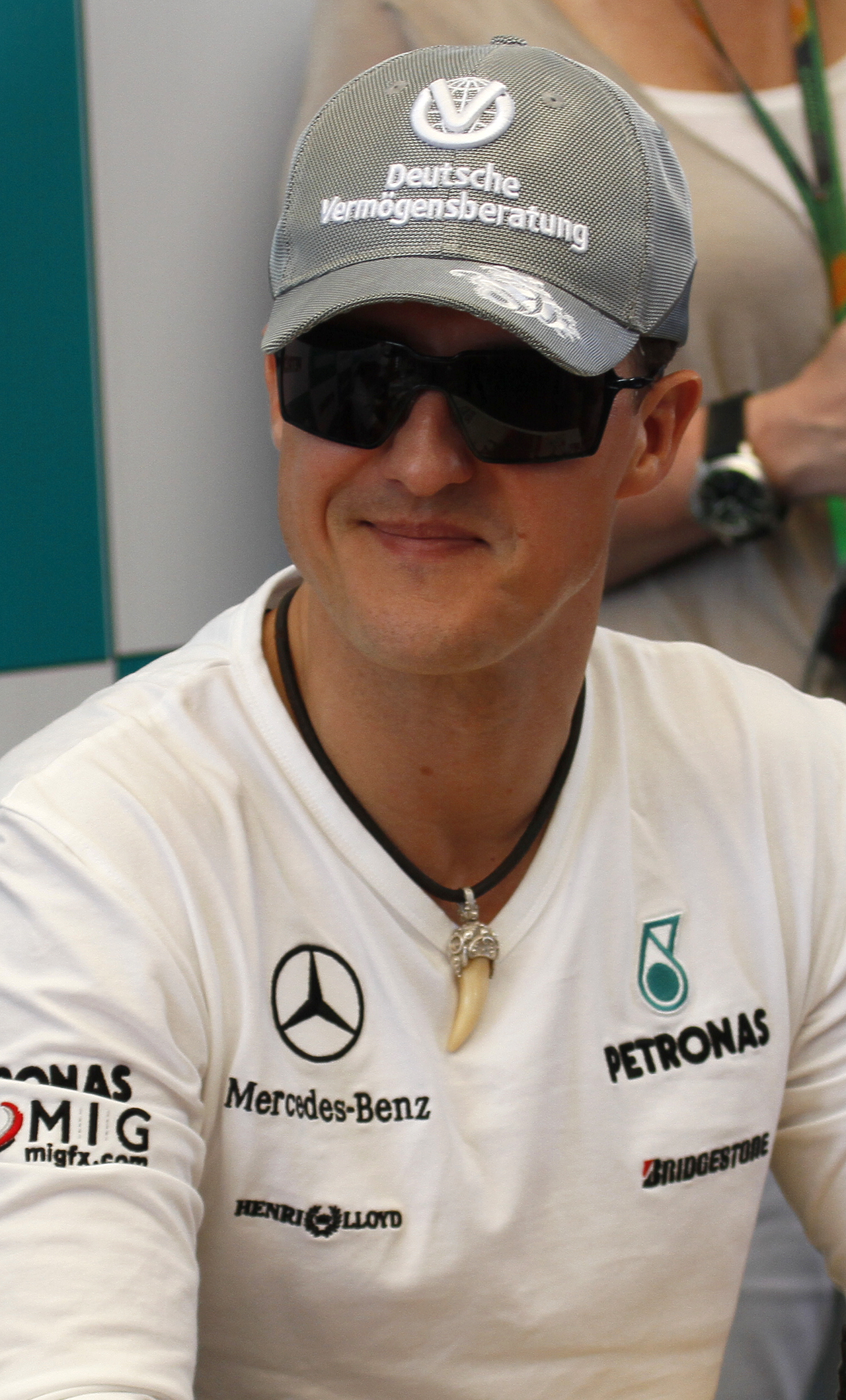
Michael Schumacher a câștigat șapte campionate de Formula 1.

Sportul face parte integrantă din viața germanilor. Un număr de 27 de milioane de germani sunt membri ai unui club sportiv și alți 12 milioane de germani desfășoară individual o astfel de activitate. Fotbalul este cel mai popular sport. Cu peste 6.300.000 de membri oficiali, Federația Germană de Fotbal (Deutscher Fußball-Bund) este cea mai mare organizație sportivă de acest gen din lume. Bundesliga atrage a doua cea mai mare prezență medie a oricărei ligi sportive profesioniste din lume, după Premier League. Echipa națională de fotbal a Germaniei a câștigat Campionatul Mondial în 1954, 1974, 1990 și 2014 și Campionatul European în 1972, 1980 și 1996. Germania a găzduit Campionatul Mondial de Fotbal în 1974 și 2006 și Campionatul European de Fotbal în 1988. Printre cei mai de succes și renumiți fotbaliști germani se numără: Franz Beckenbauer, Gerd Müller, Jürgen Klinsmann, Lothar Matthäus și Oliver Kahn. Alte sporturi populare în rândul germanilor sunt handbalul, voleiul, baschetul, hocheiul pe gheață și tenisul.

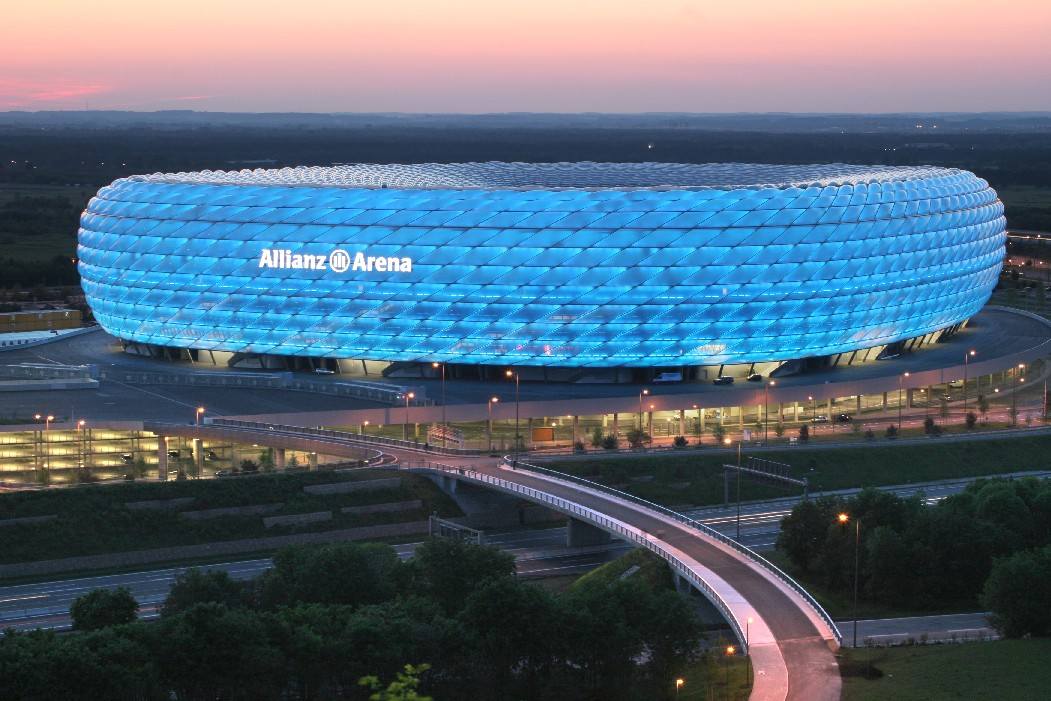
Allianz Arena găzduiește clubul de fotbal Bayern München și a fost locul de desfășurare a Campionatului Mondial de Fotbal din 2006.

Sporturile cu motor sunt, de asemenea, foarte apreciate în Germania. Un număr mare de mașini, echipe și piloți câștigători de curse provin din Germania. Michael Schumacher, unul dintre cei mai de succes piloți de Formula 1 de la începuturile acestor competiții în 1950, a stabilit numeroase recorduri semnificative în sportul cu motor de-a lungul carierei sale, câștigând șapte Campionate Mondiale de Formula 1, obținând 91 de victorii în cursele de Formula 1 și devenind unul dintre cei mai bine plătiți sportivi din istorie. Sebastian Vettel, un alt pilot german, a devenit ulterior cel mai tânăr campion mondial de Formula 1 din istorie și a câștigat patru titluri consecutive de campion mondial. El continuă încă să dețină recorduri pentru cel mai mare număr de victorii consecutive în cursele de Formula1 și cele mai multe număr de pole position-uri într-un singur sezon. Companii constructoare ca BMW și Mercedes se numără printre cei mai importanți producători de automobile pentru sporturile cu motor. În plus, Porsche a câștigat Cursa de 24 de ore de la Le Mans, o prestigioasă cursă de anduranță organizată anual în Franța, de 16 ori, iar Audi a câștigat-o de 9 ori. Deutsche Tourenwagen Masters⁠(d) este, de asemenea, un campionat de raliu foarte popular în Germania.
Din punct de vedere istoric, sportivii germani au fost unii dintre cei mai de succes concurenți la Jocurile Olimpice, clasându-se pe locul al treilea în clasamentul națiunilor după numărul de medalii olimpice, prin adunarea medaliilor obținute de Germania de Est și de Germania de Vest. La Jocurile Olimpice de vară din 2016, Germania a terminat pe locul cinci în clasamentul după numărul de medalii, în timp ce la Jocurile Olimpice de iarnă din 2018 au terminat pe locul al doilea. Germania a găzduit Jocurile Olimpice de vară de două ori, la Berlin în 1936 și la München în 1972, precum și Jocurile Olimpice de iarnă în 1936, în orașele bavareze gemene Garmisch și Partenkirchen.

## Societate

Harta culturală a lumii, conform World Values Survey, descriind Germania ca având „valori rațional-seculare” înalte și „valori de autoexprimare” scăzute

Germania este o societate modernă, avansată, modelată de o pluralitate de stiluri de viață și identități regionale. Țara a ajuns la un nivel înalt în ceea ce privește egalitatea de gen, promovează drepturile persoanelor cu dizabilități și este tolerantă din punct de vedere legal și social față de homosexuali. Persoanele homosexuale pot adopta legal copiii biologici ai partenerului lor, iar căsătoriile între persoane de același sex sunt permise din 2017. Fostul ministru de externe Guido Westerwelle și fostul primar al Berlinului, Klaus Wowereit, au declarat public că sunt homosexuali.
În ultimul deceniu al secolului al XX-lea, atitudinea Germaniei față de imigranți s-a schimbat. Până la mijlocul anilor 1990 era răspândită opinia că Germania nu este o țară de imigrație, deși aproximativ 20% din populație era de origine negermană. Astăzi, guvernul și majoritatea societății germane recunosc că imigranții din diverse medii etnoculturale fac parte din societatea germană și că ar trebui realizată o imigrație controlată în funcție de calificarea profesională a persoanelor.
Începând de la Campionatul Mondial de Fotbal din 2006, evaluarea internă și externă a imaginii naționale a Germaniei s-a schimbat. În sondajul global anual Nation Brands Index, Germania a fost clasată semnificativ mai bine clasată după acel turneu. Persoane din 20 de state diferite au evaluat reputația țării în ceea ce privește cultura, politica, exporturile, locuitorii, atractivitatea țării pentru turiști și imigranți, precum și investițiile. În anul 2010 Germania a fost desemnată a doua cea mai apreciată națiune din lume dintr-un număr de 50 de țări. Un alt sondaj de opinie global, efectuat pentru BBC, a relevat că Germania este recunoscută ca țara care a avut cea mai pozitivă influență din lume în anul 2010. O majoritate de 59% dintre subiecți au o opinie pozitivă despre această țară, în timp ce doar 14% au o opinie negativă.
Germanii au cheltuit 67 de miliarde de euro pentru călătorii internaționale în anul 2008, adică o sumă mai mare de bani decât orice altă țară din lume. Cele mai vizitate destinații externe au fost Spania, Italia și Austria. În plus, analiștii din domeniul turismului estimează că peste 65% dintre germani au plecat în vacanță pentru 5 sau mai multe zile în anul 2007. Numărul mare de călătorii la care participă germanii poate fi pus în legătură cu numărul de zile de vacanță de care beneficiază. În Germania, angajații au dreptul la minim 24 de zile de concediu anual, dar de multe ori angajatorii acordă între 25 și 30 de zile de concediu plătite. Germanii aleg adesea pachete de vacanță, care pot fi pachete all-inclusive sau vacanțe rezervate în avans. Pachetele de vacanță au reprezentat în anul 2018 o pondere de 43% dintre toate călătoriile germanilor.

## Galerie

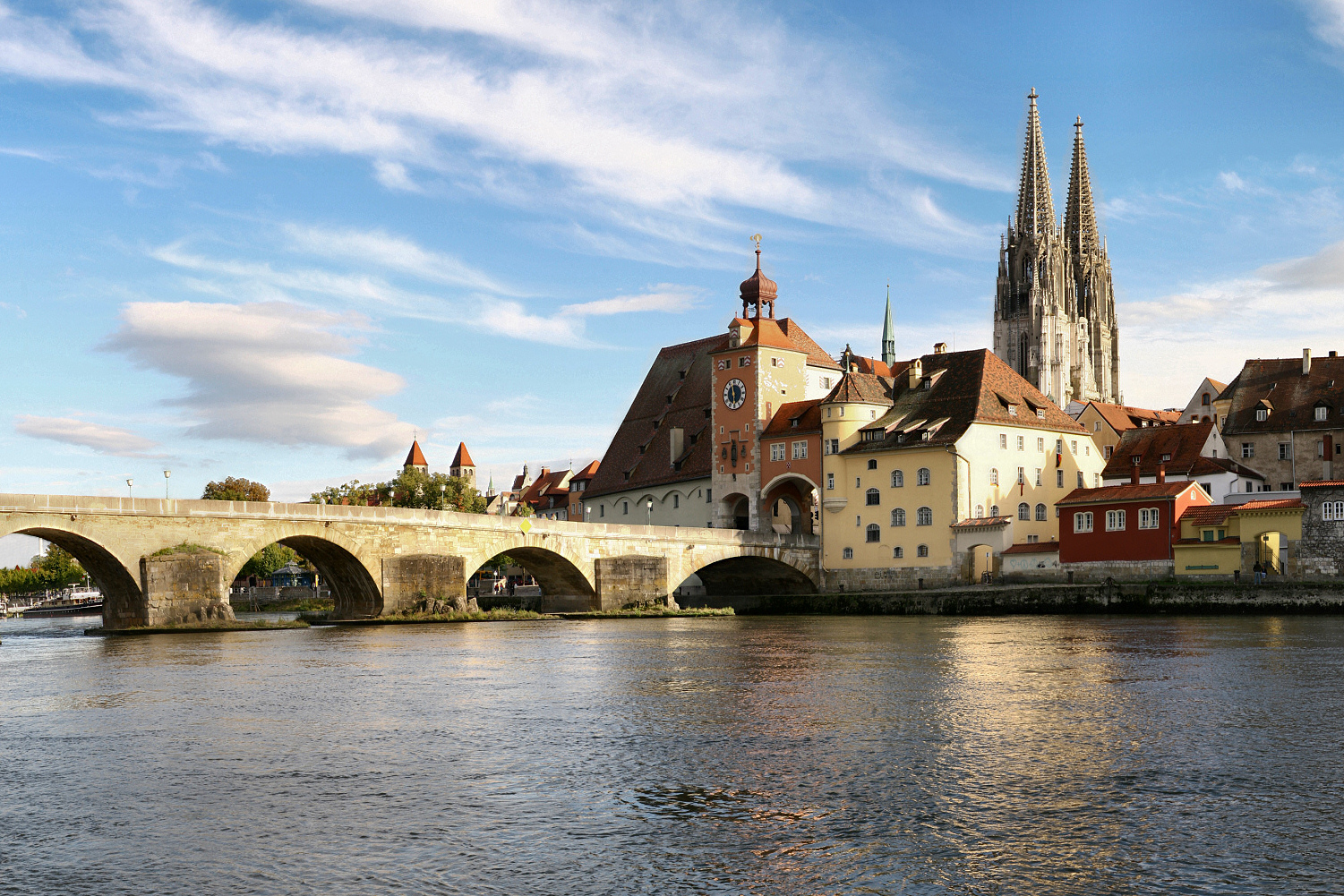
Orașul vechi din Regensburg (inclus în patrimoniul mondial UNESCO)
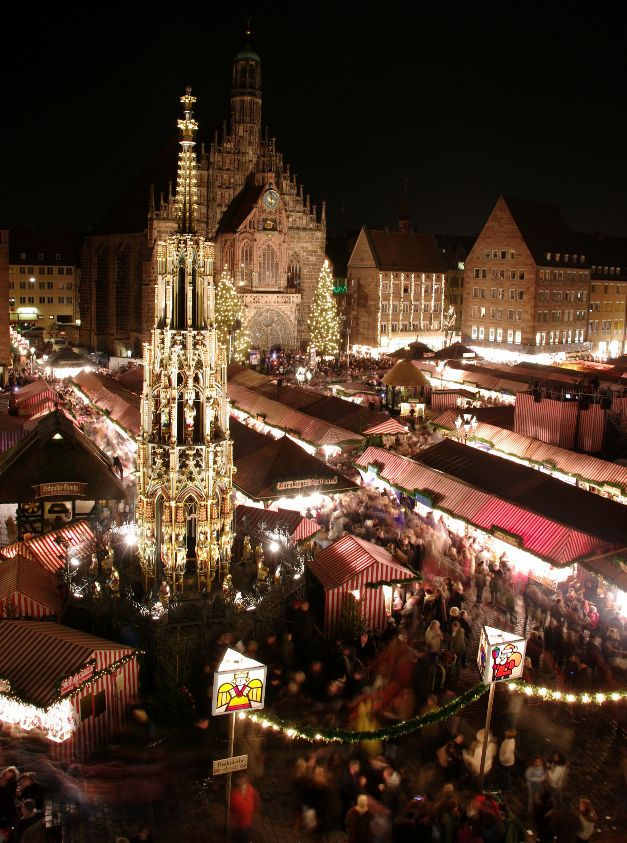
Christkindlesmarkt⁠(d) din Nürnberg este una dintre cele mai mari și faimoase târguri de Crăciun⁠(d)
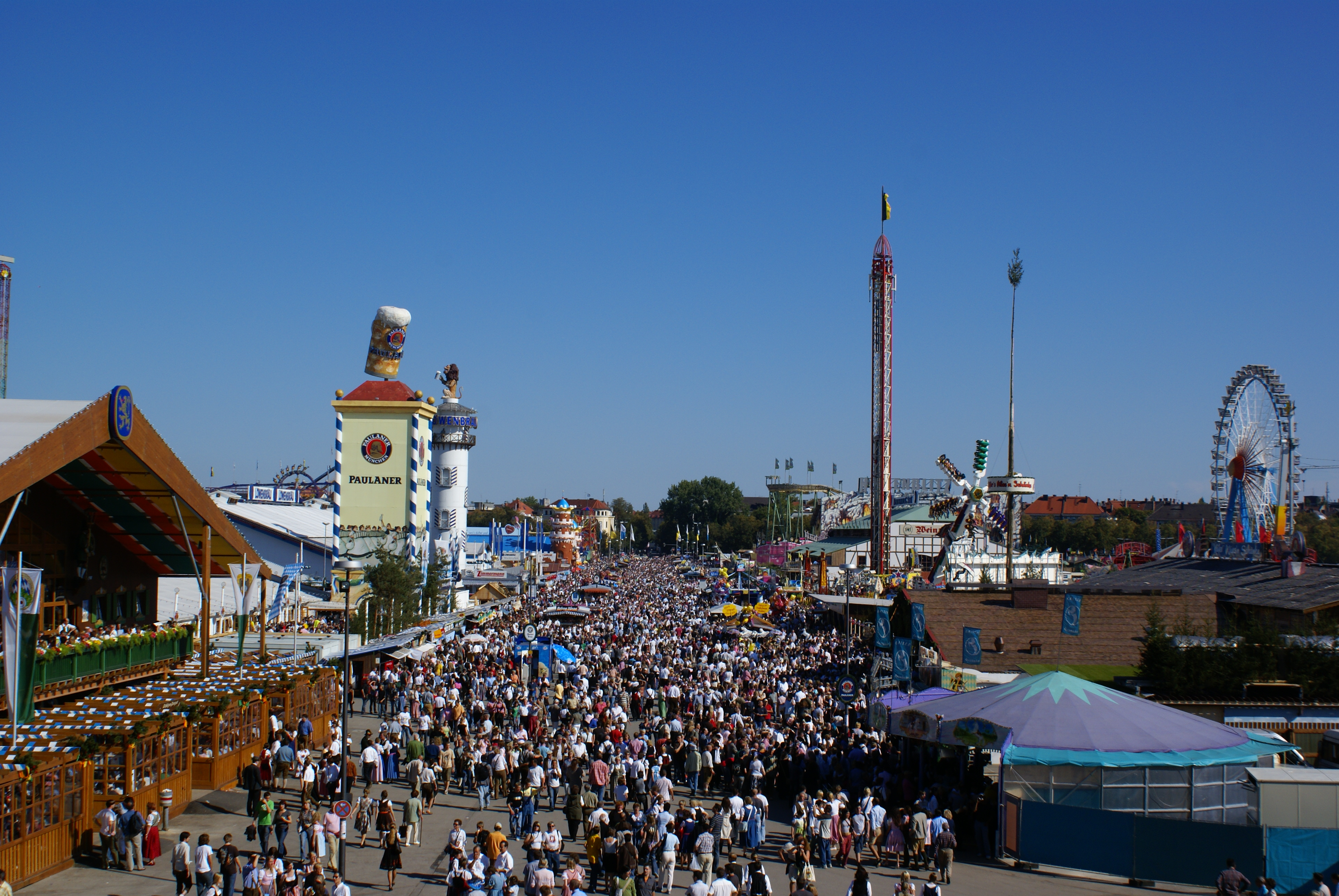
Oktoberfest din München este cel mai mare târg de sărbători din lume.
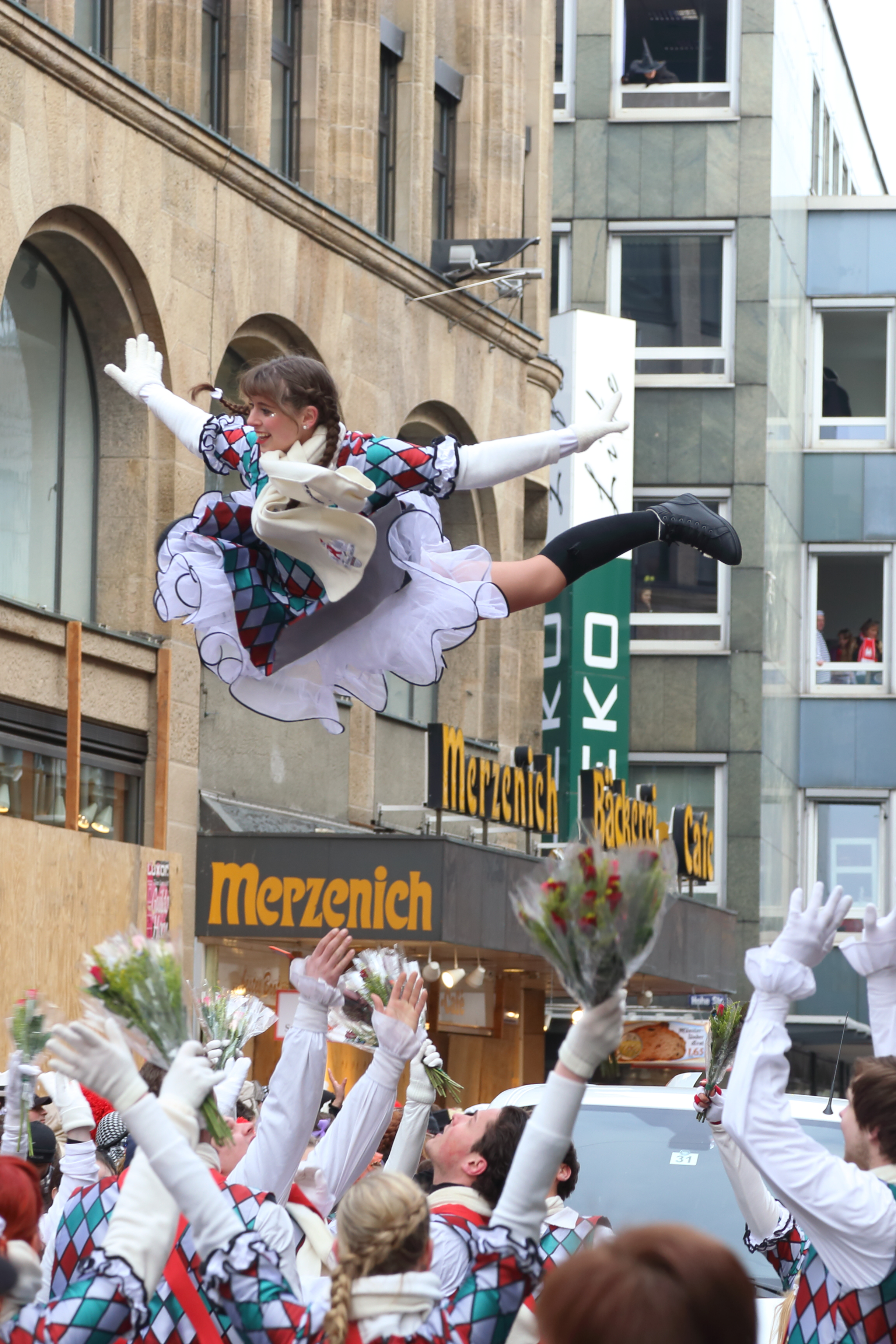
O Funkemariechen (majoretă⁠(d)) la Carnavalul de la Köln⁠(d)
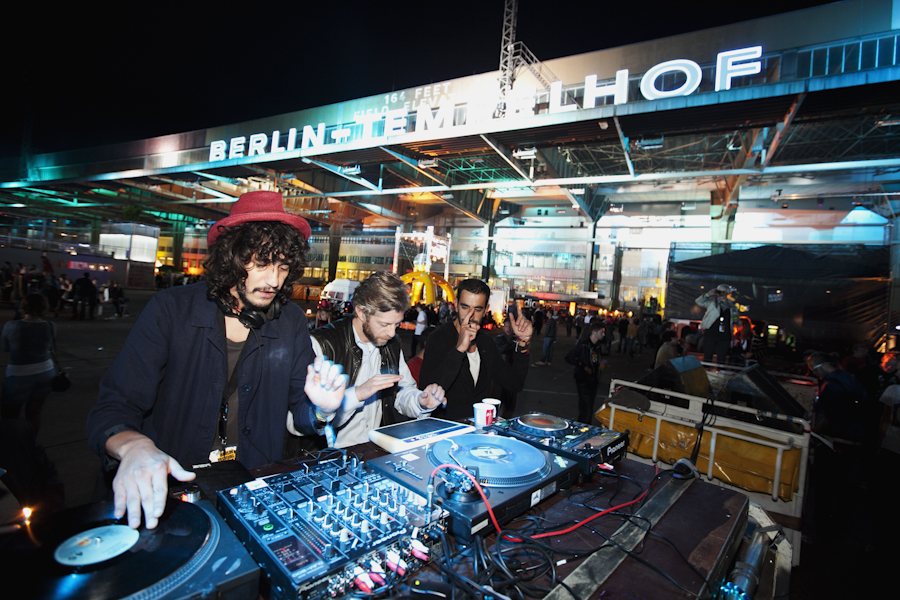
Festivalul de Muzică de la Berlin⁠(d)